# Embassoria FC
El Embassoria fue un equipo de fútbol de Eritrea que jugó en la Liga etíope de fútbol, la liga de fútbol más importante de Etiopía.

## Historia
Fue fundado en el año 1950 en la ciudad de Mereb Milash y formaron parte de la Federación Etíope de Fútbol de 1951 a 1998, cuando se declaró la independencia de Eritrea. Bajo el sistema de competición de Etiopía, el club consiguió ganar la Liga etíope de fútbol en el año 1974, su único título.
Desde la independencia de Eritrea, el club nunca estuvo en la Primera División de Eritrea, por lo que estuvo vagando entre el segundo y el tercer nivel del fútbol en el país hasta su desaparición en 2016 por la crisis deportiva que estaba pasando el país.
A nivel internacional participó en un torneo continental, en la Copa Africana de Clubes Campeones 1975, en donde fueron eliminados en la primera ronda por el AS Inter Star de Burundi.

## Palmarés
- Liga etíope de fútbol: 1

1974

## Participación en competiciones de la CAF
| Temporada | Torneo                            | Ronda | Club          | Casa | Visita | Global |
| --------- | --------------------------------- | ----- | ------------- | ---- | ------ | ------ |
| 1975      | Copa Africana de Clubes Campeones | 1     | AS Inter Star | 1-1  | 0-2    | 1-3    |